# Иоасаф (Боев)
Архимандри́т Иоаса́ф (в миру Ива́н Васи́льевич Бо́ев; 20 апреля 1879, Москва — 10 декабря 1937, Бутовский полигон, Московская область) — архимандрит Русской православной церкви, деятель единоверия.
Причислен к лику святых Русской православной церкви в 2000 году в числе новомучеников и исповедников Российских.

## Семья
Родился 20 апреля 1879 года в Москве в Красных казармах. Сын крестьянина из села Красного Красненской волости Малоархангельского уезда Орловской губернии. Отец, отслужив в армии, устроился неквалифицированным служителем в Голицынскую больницу. Согласно воспоминаниям сына, отец получал всего «7 рублей жалованья, при готовой (т. е. бесплатной, предоставленной больницей) квартире, отоплении и освещении». На эти деньги он должен был содержать жену, сына и двух дочерей.
Согласно воспоминаниям архимандрита Иоасафа, «По бедности отец не мог мне дать образования, и я едва кончил два класса городского училища и был отдан на одиннадцатом году учиться сапожному мастерству. Как мне не хотелось быть сапожником! Я два раза бежал от подрядчика ввиду строгого отношения и побоев. Отец выпорол меня за побег и отправил опять в сапожную мастерскую, только к другому хозяину. Прослуживши у последнего четыре года, я вышел мастером из ученья и работал до двадцати одного года у разных хозяев.

## Монашество
Работая сапожником, будущий архимандрит столкнулся с пьянством окружающих и их безразличием к делам веры (сапожные мастерские, чтобы не терять свой доход,  продолжали работать даже в церковные праздники). К женитьбе у него, по собственным словам, «не было призвания», поэтому он решил пойти послушником в Николо-Берлюковскую пустынь, расположенную в сорока вёрстах от Москвы в Богородском уезде.
В 1912 году был пострижен в монашество с именем Иоасаф.
В мае 1914 года был послан на экзамен во диакона к недавно рукоположенному епископу Димитрию (Добросердову), епископу Можайскому, викарию Московской епархии, жившему тогда на Московском подворье Саввино-Сторожевского монастыря, что на Тверской улице. На экзамене епископ Димитрий предложил Иоасафу перейти служить на Саввинское подворье, на что тот и согласился, после чего был рукоположён в иеродиакона архиепископом Владимиром в московском Андрониковом монастыре, после чего был переведён на службу к епископу Димитрию на Саввинское подворье, где и служил до 1918 года.
Затем был переведен в Московский Никольский единоверческий монастырь у Преображенской заставы.
В 1921 году был рукоположён во священника епископом Богородским Никанором (Кудрявцевым) в храме Никольского единоверческого монастыря, и в том же году был мобилизован в тыловое ополчение, но, как специалист по пчеловодству, был освобождён от службы, чтобы работать в Московском земельном отделе.
В качестве пчеловода был командирован на ферму «Бодрое детство» и назначен помощником заведующего Штильбаха. 
В 1923 году заведующий пасекой Штильбах ушел со службы, и Боев был поставлен на его место заведующим. 
В конце 1923 года пасека была ликвидирована, и отец Иоасаф возвратился в свой Никольский единоверческий монастырь.
В монастырском храме в это время служили два штатных священника, и ему было отказано в вакансии из-за сложившихся трудных финансовых обстоятельств. Он согласился быть сторожем в Никольском монастыре, превращённом к этому времени в дом коммуны завода радио (отец Иоасаф, живя в Никольском монастыре в 1923—1924 годах, мог служить в монастырском храме Святителя Николая без зачисления в штат).

### Служение на приходе
Знакомый ему по Никольскому единоверческому монастырю архимандрит Антоний (Миловидов) в 1924 году перешёл из села Тюбелясь в Усть-Катавский Завод и был назначен благочинным окружающих церквей, в том числе и села Аратского.
И в июлю 1924 года по рекомендации архимандрита Антония, о. Иоасаф был приглашён служить в качестве священника церковной общиной села Аратское Челябинской области.

## Аресты и мученическая кончина
13 апреля 1932 года Особое совещание при Коллегии ОГПУ приговорило архимандрита Иоасафа к трём годам заключения, которое он отбывал в Красно-Вишерских исправительно-трудовых лагерях.
После возвращения из заключения отец Иоасаф служил в храме Успения Пресвятой Богородицы в Гончарах на Таганке в Москве.
Затем в апреле 1937 года переехал в село Никольское Звенигородского района Московской области и служил в Никольском храме.
27 ноября 1937 года архимандрит Иоасаф был арестован по обвинению в контрреволюционной деятельности и заключён в Таганскую тюрьму в Москве.
На допросах отец Иоасаф категорически отказывался признавать себя виновным и говорил:

«Виновным себя в проведении контрреволюционной деятельности, направленной против советской власти, не признаю».

5 декабря 1937 года Тройка НКВД приговорила его к расстрелу.
Архимандрит Иоасаф был расстрелян 10 декабря 1937 года и погребён в безвестной общей могиле на Бутовском полигоне под Москвой.
В 2000 году имя архимандрита Иоасафа (Боева) было включено в Собор новомучеников и исповедников Церкви Русской XX века. Его память празднуется также в Соборе Бутовских новомучеников.